# Randy McNally

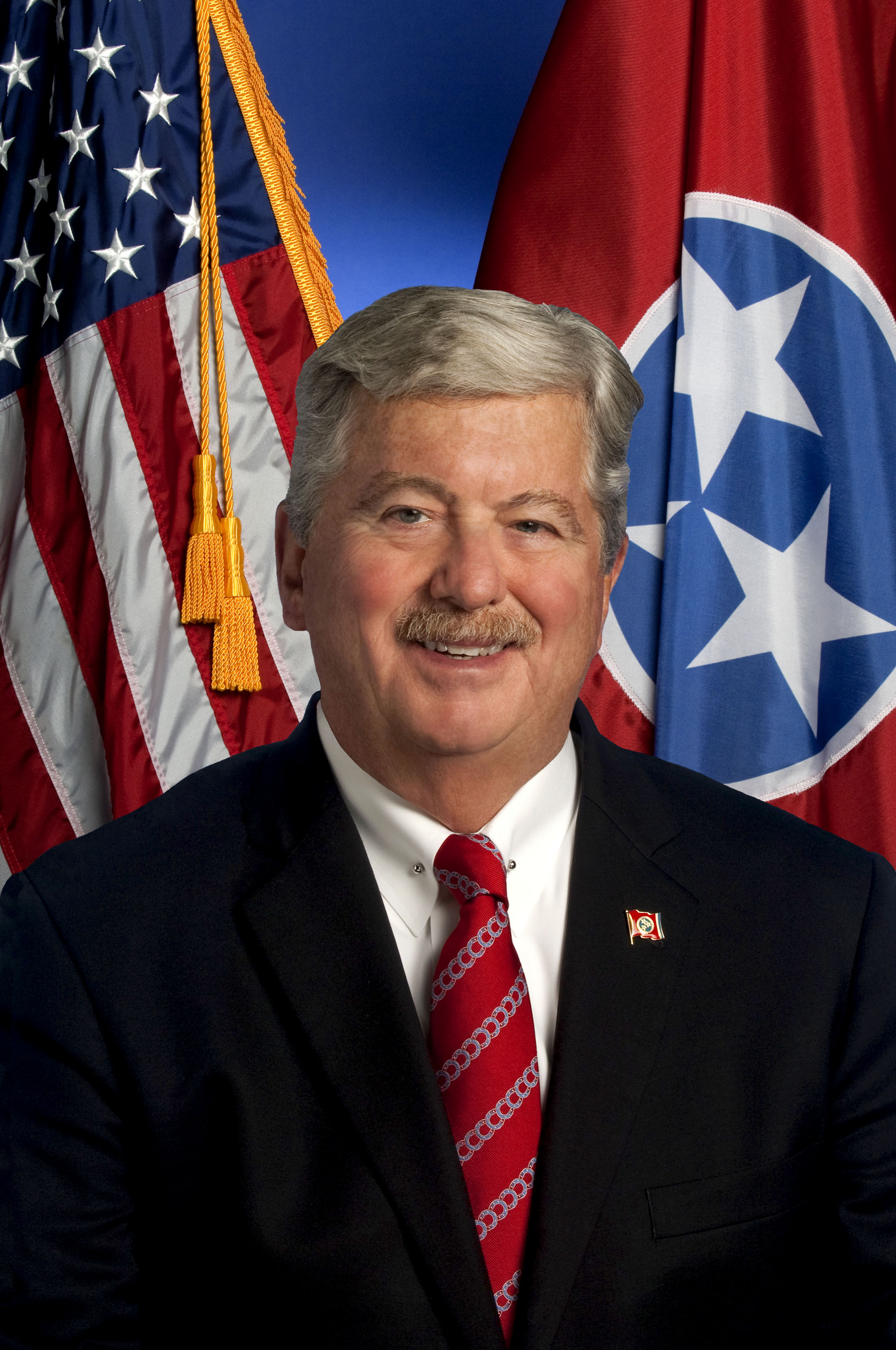
Randy McNally (2011)

James Rand McNally (* 30. Januar 1944 in Dedham, Massachusetts) ist ein US-amerikanischer Politiker der Republikanischen Partei. Er ist seit dem 10. Januar 2017 der 50. Vizegouverneur des Bundesstaates Tennessee. Seit dem 13. Januar 1987 ist McNally Mitglied des Senats von Tennessee als Repräsentant des 5. Wahlbezirkes.

## Leben
Randy McNally wurde in der Nähe von Boston geboren und wuchs in Oak Ridge, einem Vorort von Knoxville auf. 1962 graduierte McNally von der örtlichen Highschool, 1967 erhielt er den Bachelor of Science an der Memphis State University. McNally beendete sein Studium im Jahr 1969 am College of Pharmacy der University of Tennessee als Master of Pharmacy. Während seines Studiums arbeitete Randy McNally als Apotheker bei Walgreens. Ab 1978 war er am Methodist Medical Center in Oak Ridge angestellt.
Randy McNally ist verheiratet und hat zwei erwachsene Töchter. Er ist Mitglied der Römisch-katholischen Kirche und lebt in Oak Ridge.

## Politische Karriere
Ab dem 9. Januar 1979 war McNally Mitglied des Repräsentantenhauses von Tennessee. Während seiner Zeit im Repräsentantenhaus war McNally unter anderem an der sogenannten Operation Rocky Top beteiligt, bei der er verdeckt für das Federal Bureau of Investigation Korruption in der Verwaltung des Bundesstaates Tennessee aufdeckte. Die Operation wurde im Januar 1989 öffentlich. Seit dem 13. Januar 1987 hat McNally kontinuierlich einen Sitz im Senat von Tennessee inne. Dort vertritt er den 5. Wahlbezirk, der Anderson County, Loudon County und Teile des Knox County umfasst.
Im Jahr 2007 stellte sich Randy McNally erstmals als Kandidat zur Wahl des Vizegouverneurs in Tennessee auf, dort verlor er jedoch bereits in der parteiinternen Vorwahl gegen Ron Ramsey, der schließlich zum Vizegouverneur gewählt wurde. Für die Wahl im Jahr 2016 bewarb McNally sich wiederum als Kandidat für die Wahl zum Vizegouverneur, dieses Mal erfolgreich. Am 10. Januar 2017 trat Randy McNally sein Amt an und folgte damit Ron Ramsey nach, der sich aus der Politik zurückgezogen hatte.